# Endosaprofityzm

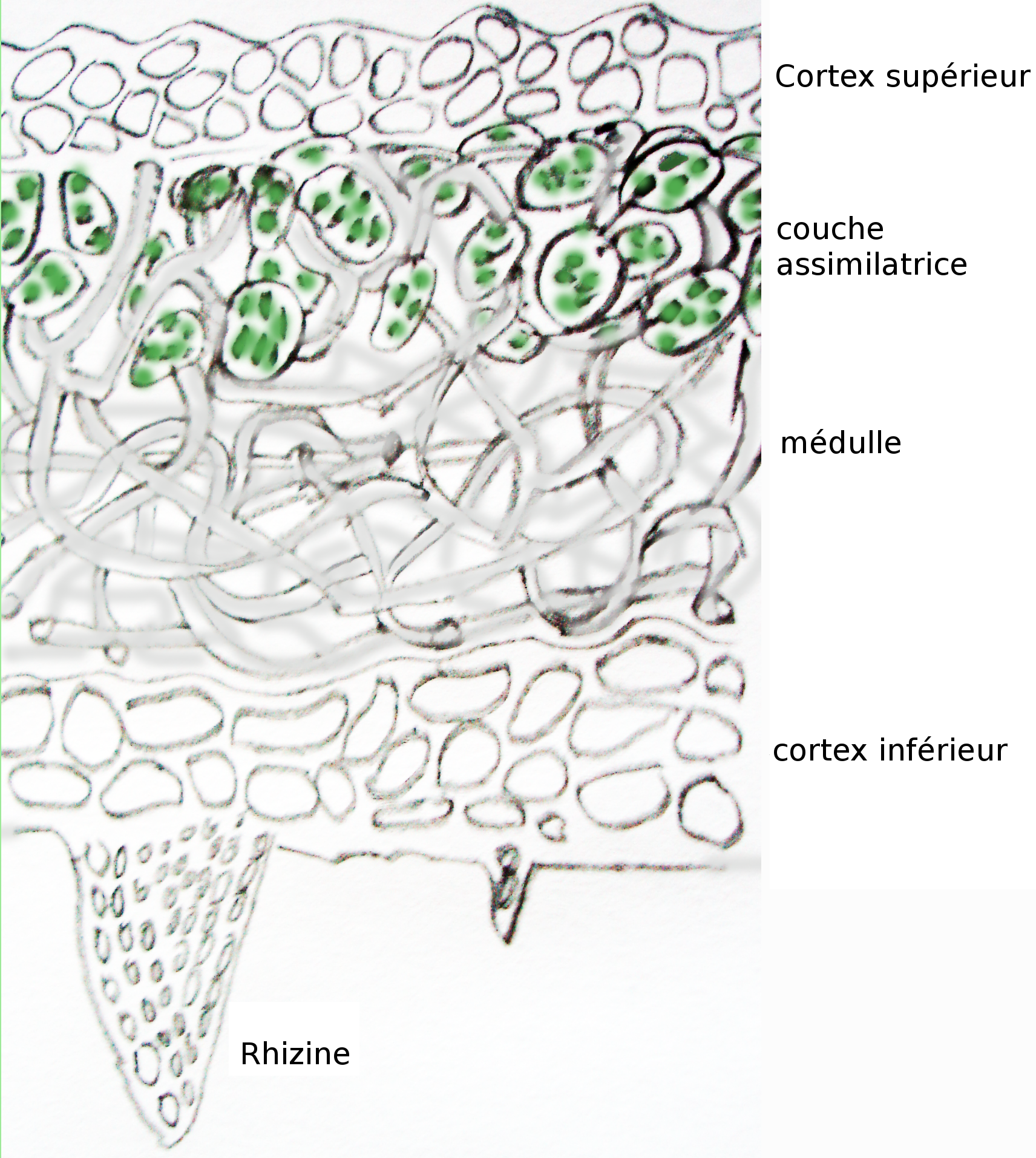
Przekrój plechy porostu. Zielonym kolorem zaznaczono komórki glona, czarnym strzępki grzyba

Endosaprofityzm – rodzaj współżycia dwóch partnerów należących do różnych gatunków, będący pasożytnictwem wewnętrznym. Partnerzy ci są z sobą ściśle związani, żyją razem tworząc jeden organizm, przy czym jeden z nich odżywia się martwymi komórkami drugiego partnera. Taki rodzaj współżycia według niektórych badaczy występuje np. u porostów, które  zbudowane są ze strzępek grzybów otaczających komórki glonów